# Conjunt prehistòric de sa Caseta
El conjunt prehistòric de sa Caseta és un jaciment arqueològic prehistòric situat a la possessió de sa Caseta, al municipi de Llucmajor, Mallorca.
Les restes que hi ha corresponen a un poblat talaiòtic format per tres talaiots de planta circular i un de planta rectangular amb altres runes adossades. S'hi trobà un sitjot amb ossos humans i dos braçalets de ferro.